# Elmera racemosa
Elmera racemosa är en växtart som först beskrevs av S. Wats., och fick sitt nu gällande namn av Per Axel Rydberg. 
Elmera racemosa är den enda kända arten i släktet Elmera och familjen stenbräckeväxter. Utöver nominatformen finns också underarten E. r. puberulenta.